# Aleksei Anatolyevich Kozlov
Bản mẫu:Eastern Slavic name
Aleksei Anatolyevich Kozlov (tiếng Nga: Алексей Анатольевич Козлов; sinh ngày 25 tháng 12 năm 1986) là một cầu thủ bóng đá người Nga. Anh chơi ở vị trí right back cho F.K. Dynamo Moskva.

## Sự nghiệp câu lạc bộ
Anh ra mắt chuyên nghiệp tại Russian First Division năm 2007 cho FC KAMAZ Naberezhnye Chelny.

## Quốc tế
Vào ngày 7 tháng 6 năm 2013, Kozlov có màn ra mắt cho đội tuyển quốc gia Nga dưới thời huấn luyện viên Fabio Capello ở trận đấu sân khách tại Vòng loại giải vô địch bóng đá thế giới với Bồ Đào Nha (0-1). Anh vào sân từ phút thứ 31 khi hậu vệ đá chính Aleksandr Anyukov bị chấn thương.
Vào ngày 2 tháng 6 năm 2014, anh có tên trong đội hình của Nga tham gia Giải vô địch bóng đá thế giới 2014.

## Danh hiệu cá nhân
- Danh sách top 33 cầu thủ ở giải bóng đá Nga: #3 (2013/14).

## Sự nghiệp câu lạc bộ

### Thống kê sự nghiệp
Tính đến 13 tháng 5 năm 2018
| Câu lạc bộ                  | Mùa giải            | Giải vô địch        | Giải vô địch | Giải vô địch | Cúp  | Cúp | Châu lục | Châu lục | Tổng cộng | Tổng cộng |
| Câu lạc bộ                  | Mùa giải            | Hạng đấu            | Trận         | Bàn          | Trận | Bàn | Trận     | Bàn      | Trận      | Bàn       |
| --------------------------- | ------------------- | ------------------- | ------------ | ------------ | ---- | --- | -------- | -------- | --------- | --------- |
| ASV Bergedorf 85            | 2004–05             | Oberliga Nord       | 11           | 4            | –    | –   | –        | –        | 11        | 4         |
| ASV Bergedorf 85            | 2005–06             | Oberliga Nord       | 30           | 2            | –    | –   | –        | –        | 30        | 2         |
| ASV Bergedorf 85            | Tổng cộng           | Tổng cộng           | 41           | 6            | 0    | 0   | 0        | 0        | 41        | 6         |
| FC KAMAZ Naberezhnye Chelny | 2007                | First Division      | 2            | 0            | 0    | 0   | –        | –        | 2         | 0         |
| FC KAMAZ Naberezhnye Chelny | 2008                | First Division      | 14           | 1            | 1    | 0   | –        | –        | 15        | 1         |
| FC KAMAZ Naberezhnye Chelny | 2009                | First Division      | 31           | 1            | 1    | 0   | –        | –        | 32        | 1         |
| FC KAMAZ Naberezhnye Chelny | 2010                | First Division      | 23           | 1            | 2    | 0   | –        | –        | 25        | 1         |
| FC KAMAZ Naberezhnye Chelny | Tổng cộng           | Tổng cộng           | 70           | 3            | 4    | 0   | 0        | 0        | 74        | 3         |
| F.K. Kuban Krasnodar        | 2010                | First Division      | 13           | 0            | 0    | 0   | –        | –        | 13        | 0         |
| F.K. Kuban Krasnodar        | 2011–12             | Premier League      | 35           | 0            | 1    | 0   | –        | –        | 36        | 0         |
| F.K. Kuban Krasnodar        | 2012–13             | Premier League      | 25           | 0            | 1    | 0   | –        | –        | 26        | 0         |
| F.K. Kuban Krasnodar        | 2013–14             | Premier League      | 18           | 0            | 0    | 0   | 10       | 0        | 28        | 0         |
| F.K. Kuban Krasnodar        | Tổng cộng           | Tổng cộng           | 91           | 0            | 2    | 0   | 10       | 0        | 103       | 0         |
| F.K. Dynamo Moskva          | 2013–14             | Premier League      | 6            | 0            | 0    | 0   | –        | –        | 6         | 0         |
| F.K. Dynamo Moskva          | 2014–15             | Premier League      | 12           | 0            | 0    | 0   | 7        | 1        | 19        | 1         |
| F.K. Dynamo Moskva          | 2015–16             | Premier League      | 22           | 4            | 2    | 0   | –        | –        | 24        | 4         |
| F.K. Dynamo Moskva          | 2016–17             | National League     | 16           | 0            | 1    | 0   | –        | –        | 17        | 0         |
| F.K. Dynamo Moskva          | 2017–18             | Premier League      | 25           | 1            | 0    | 0   | –        | –        | 25        | 1         |
| F.K. Dynamo Moskva          | Tổng cộng           | Tổng cộng           | 81           | 5            | 3    | 0   | 7        | 1        | 91        | 6         |
| Tổng cộng sự nghiệp         | Tổng cộng sự nghiệp | Tổng cộng sự nghiệp | 283          | 14           | 9    | 0   | 17       | 1        | 309       | 15        |